# (13223) Cenaceneri
(13223) Cenaceneri es un asteroide perteneciente al cinturón de asteroides, descubierto el 13 de agosto de 1997 por Luciano Tesi desde el Observatorio Astronómico de las Montañas de Pistoia, Toscana, Italia.

## Designación y nombre
Designado provisionalmente como 1997 PQ4. Fue nombrado Cenaceneri en homenaje a la obra "La Cena de las Cenizas" del filósofo italiano Giordano Bruno en el que, por primera vez en el pensamiento filosófico occidental, hay una discusión de la infinidad de mundos en el universo.

## Características orbitales
Cenaceneri está situado a una distancia media del Sol de 2,271 ua, pudiendo alejarse hasta 2,694 ua y acercarse hasta 1,849 ua. Su excentricidad es 0,185 y la inclinación orbital 7,719 grados. Emplea 1250 días en completar una órbita alrededor del Sol.

## Características físicas
La magnitud absoluta de Cenaceneri es 15,2. Tiene 2,122 km de diámetro y su albedo se estima en 0,271.